# Félix Grandet
Félix Grandet (dit aussi le Père Grandet) est un personnage de La Comédie humaine d’Honoré de Balzac.
Personnage du roman Eugénie Grandet, il est également cité dans Les Paysans.

## Biographie du personnage
Né en 1749, mort en 1827 à Saumur, les origines de sa fortune et son avarice légendaires font de lui l'archétype de l'avare dans Eugénie Grandet, paru en 1833, d'une variété différente de Jean-Esther van Gobseck. Balzac poursuit ainsi son étude de l'avarice qu'il complète ensuite dans d'autres romans de La Comédie humaine.
Maître tonnelier sachant lire, écrire et compter, il épouse en 1799 la fille d'un marchand de planches, mademoiselle de La Gaudinière, qui lui apporte une énorme dot. Maire de Saumur en 1799, il est révoqué par Napoléon en 1804, mais dès 1806, il recueille d'importantes successions de la famille de sa femme, ce qui porte sa fortune à un niveau élevé. En 1816, on lui suppose un avoir d'environ quatre millions en biens, et autant en or.
En 1819, son frère Guillaume, banquier à Paris, se suicide et lui confie la protection de son fils, Charles. Grandet reçoit son neveu à Saumur sans enthousiasme et sans générosité. Mais sa fille, Eugénie, tombe immédiatement amoureuse de son cousin qui, lui-même, éprouve de tendres sentiments pour elle.
Grâce à un jeu d'écriture qu'il obtient de maître Cruchot, Grandet parvient à transformer la faillite de son frère Guillaume en opération avantageuse, mais il n'en fait pas profiter son neveu. Le président Cruchot de Bonfons se charge de l'opération : une liquidation avantageuse dont monsieur des Grassins traite les détails.
Grandet va ensuite vendre son or à Angers. Il en tire un double profit, qu'il place en rente, en 1820. Il avait offert à sa fille un « douzain», qu'Eugénie avoue ne plus avoir. Elle l'a offert à Charles Grandet qu'elle compte épouser.
De rage, Félix Grandet enferme sa fille et lui interdit de sortir. Par ailleurs, il doute qu'Eugénie soit réellement sa fille, et il harcèle madame Grandet au point que celle-ci meurt de chagrin en 1822.
Toujours obsédé par l'idée d'entasser une fortune, Grandet demande à sa fille de renoncer à la succession de sa mère. Il se livre ensuite à diverses opérations très fructueuses qui doublent, voire triplent sa fortune, et en 1825 il commence à initier Eugénie à ses affaires. La jeune fille possède bientôt toutes les connaissances nécessaires à la gestion de sa fortune lorsqu'en 1827, Félix Grandet  est frappé de paralysie. Avant sa mort, son dernier geste est d'aller contempler son or dans sa chambre secrète où il reste enfermé.

## Acteurs ayant incarné Félix Grandet
Le roman Eugénie Grandet a été adapté à plusieurs reprises, donc Félix Grandet a été incarné par divers acteurs :
- Ralph Lewis dans le film Eugénie Grandet (The Conquering Power) de Rex Ingram en 1921
- Gualtiero Tumiati dans le film Eugénie Grandet (Eugenia Grandet) de Mario Soldati en 1946
- Jean Marchat dans le téléfilm Eugénie Grandet de Maurice Cazeneuve en 1956
- Semion Mejinski dans le film Eugénie Grandet (Евгения Гранде) de Sergueï Alexeïev en 1960
- René Dary dans le téléfilm Eugénie Grandet d'Alain Boudet en 1968
- Jean Carmet dans le téléfilm Eugénie Grandet de Jean-Daniel Verhaeghe en 1994
- Olivier Gourmet dans le film Eugénie Grandet de Marc Dugain en 2021